# Scrabble
Scrabble (mais conhecido no Brasil com o nome de palavras-cruzadas) é um jogo de tabuleiro em que dois a quatro jogadores procuram marcar pontos formando palavras interligadas, usando pedras com letras num quadro dividido em 225 casas (15 x 15).

## Histórico

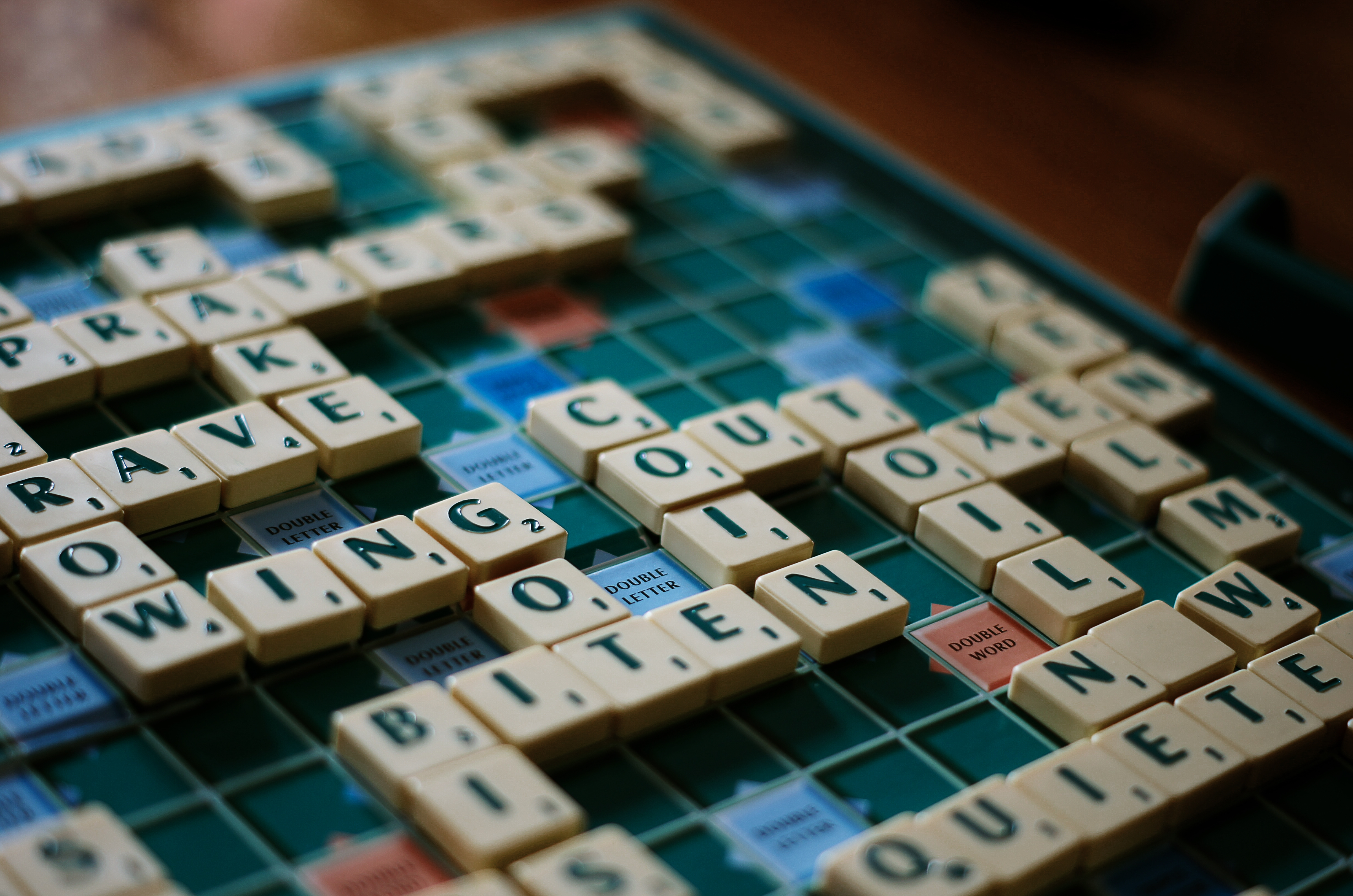
Um jogo de Scrabble em inglês em andamento

O Scrabble foi inventado em 1938, durante a Grande Depressão, por Alfred Mosher Butts, um arquiteto de Nova York, na época desempregado. Butts desenvolveu a ideia a partir de um outro jogo de palavras também criado por ele, chamado Lexiko, e chamou-o originalmente 'Criss-cross'.
Em 1949 o jogo foi recriado e rebatizado por James Brunot, e a partir de então comercializado nos Estados Unidos da América, de onde se espalhou por todo o mundo.
A fabricante de jogos Estrela chegou a produzir uma variante do tabuleiro em plástico e com ranhuras, com letras em peças plásticas encaixáveis em cima das ranhuras do tabuleiro e em outras peças. Atualmente o jogo é distribuído no Brasil pela Xalingo, com o nome palavras-cruzadas e pela Hasbro, com o seu nome internacional.

## Partida

O design oficial do tabuleiro Scrabble. Chaves:
2×LS – Pontuação de letras duplas
3×LS – Pontuação de letras triplos
2×WS / ★ – Pontuação de palavra dupla
3×WS – Pontuação de palavra tripla

Cada jogador dispõe de sete letras, colocadas num suporte normalmente de madeira ou plástico, de forma a ficarem viradas para si, mas escondidas dos outros jogadores. Na sua vez, o jogador vai tentar colocar todas as suas letras no tabuleiro, ligadas a uma ou mais palavras existentes, e de forma a que resultem novas palavras válidas. O jogador soma os pontos das letras de todas as palavras que formou, incluindo das letras já colocadas, possivelmente multiplicados pelos bônus marcados no tabuleiro.
Cada letra tem uma determinada pontuação, que é tanto mais alta quanto mais rara seja essa letra na língua em que o jogo está. Por exemplo, em português A e O valem 1 ponto cada, enquanto a letra X vale 8 pontos. O número de pontos para cada peça com letras é baseado na frequência da letra no português padrão. Letras comumente usadas, como vogais, valem um ponto, enquanto letras menos comuns têm pontuação mais alta, com X e Z valendo 8 pontos cada.
O jogo também tem duas peças brancas — o equivalente do jogo a um curinga — que não estão marcadas e não valem pontos. As peças em branco podem ser usadas como substitutos de qualquer letra; uma vez colocado no tabuleiro, entretanto, a escolha é fixa. Outros conjuntos de idiomas usam distribuições de conjuntos de letras diferentes com valores de pontos diferentes.
Após a sua tentativa, o jogador tira aleatoriamente de um saco tantas letras quantas necessárias para ficar novamente com sete. O jogo termina quando se esgotarem as letras do saco. Ganha quem tiver marcado mais pontos desde o início do jogo.

## Distribuição das letras
A edição do jogo em português contém 120 peças contendo as letras destacadas.
- 0 pontos: Peças brancas ×2
- 1 ponto: A ×14, E ×11, I ×10, O ×10, S ×8, U ×7, M ×6, R ×6, T ×5,
- 2 pontos: D ×5, L ×5, C ×4, P ×4
- 3 pontos: N ×4, B ×3, Ç ×2
- 4 pontos: F ×2, G ×2, H ×2, V ×2
- 5 pontos: J ×2
- 6 pontos: Q ×1
- 8 pontos: X ×1, Z ×1

## Regras
Todas as palavras que aparecem no dicionário ou léxico acordado são palavras aceitáveis no Scrabble, assim como todas as suas formas flexionadas, bem como os plurais.

### Jogabilidade
Em cada turno, o jogador pode realizar uma das seguintes opções:
- Passe, perdendo a vez e marcando zero.
- Troque uma ou mais peças por um número igual da sacola, marcando zero. Isso só pode ser feito se restarem 7 ou mais peças no saco.
- Jogue pelo menos uma peça no tabuleiro, somando o valor de todas as palavras formadas à pontuação acumulada do jogador.

A primeira jogada do jogo deve consistir em pelo menos duas peças e cobrir o quadrado central (H8). Qualquer jogada posterior deve usar pelo menos uma das peças do jogador para formar uma "palavra principal" (contendo todas as peças jogadas pelo jogador em linha reta) lida da esquerda para a direita ou de cima para baixo. Jogadas diagonais não são permitidas. Pelo menos uma peça deve estar adjacente (horizontal ou verticalmente) a uma peça já no tabuleiro. Depois de fazer uma jogada, o jogador anuncia o placar daquela jogada (veja Pontuação para mais detalhes) e então, se o jogo estiver sendo disputado com relógio, inicia o relógio do adversário. Se o adversário não desafiar a jogada, o jogador compra peças iguais ao número de peças jogadas, ou todas as peças se não houver peças suficientes no saco para o fazer.
Se um jogador fez uma jogada e ainda não comprou uma peça, qualquer outro jogador pode optar por desafiar qualquer uma ou todas as palavras formadas pela jogada. A(s) palavra(s) são então pesquisadas na lista de palavras ou dicionário acordado, e se uma ou mais delas for considerada inaceitável, a peça é removida do tabuleiro e o jogador marca zero naquele turno. Se todas as palavras desafiadas forem aceitáveis, o desafiante perde a vez. Em jogos de torneio, um desafio pode ser para a peça inteira ou para qualquer uma ou mais palavras formadas na peça, e os jogadores não têm o direito de saber quais palavras são inválidas ou as definições de quaisquer palavras desafiadas. As penalidades por desafiar sem sucesso uma jogada aceitável variam de acordo com o clube e o torneio e são descritas com mais detalhes abaixo.

#### Pontuação
A pontuação de uma jogada é determinada da seguinte forma:
- O valor de cada peça é indicado com valores de pontos (entre 1 e 10, com espaços em branco valendo zero pontos), e a pontuação de cada nova palavra formada é igual à soma dos valores dos pontos das letras dessa palavra. Se uma jogada cobrir quaisquer quadrados premium (como quadrados DLS ou TWS), o valor em pontos da letra ou palavra correspondente é multiplicado por 2 ou 3, respectivamente. A estrela central também é um quadrado DWS.
- Os quadrados premium só se aplicam quando peças recém-colocadas os cobrem. Quaisquer jogadas subsequentes não contam esses quadrados premium. Uma jogada que cobre um DWS ou TWS multiplica o valor da(s) palavra(s) inteira(s) por 2 ou 3, incluindo as peças já no tabuleiro.
- Se uma palavra recém-colocada cobrir quadrados premium de letras e palavras, a(s) letra(s) prêmio(s) é(são) calculada(s) primeiro, seguida pela palavra prêmio(s).
- Se um jogador fizer uma jogada em que a palavra principal cubra dois quadrados DWS, o valor dessa palavra será duplicado e depois redobrado (ou seja, 4× o valor da palavra). Da mesma forma, se a palavra principal abrange dois quadrados TWS, o valor dessa palavra é triplicado e, em seguida, triplicado novamente (9× o valor da palavra). Essas jogadas são frequentemente chamadas de "duplos-duplos" e "triplos-triplos", respectivamente.
- Se um jogador jogar todas as sete peças em sua vez (conhecido como "bônus", ou um "bingo" na América do Norte), um bônus de 50 pontos é adicionado à pontuação da jogada.

Turnos sem gols podem ocorrer quando um jogador passa, troca peças, perde um desafio, ou de outra forma faz um movimento ilegal. Uma jogada sem gols também pode ocorrer se uma jogada consistir apenas de peças em branco, mas isso é extremamente improvável no jogo real.

#### Contestando palavras
Se alguém duvidar da palavra de algum jogador, este poderá ser contestado por aquele sob a pena de perda da vez. Caso a palavra esteja correta, após a consulta de um dicionário apenas para este propósito, seu opositor perderá 10 pontos. O dicionário não pode ser usado durante o jogo para procurar palavras. Deve apenas ser usado quando uma palavra for contestada pelos adversários, para conferir se a palavra é válida ou não.
A penalidade para um desafio mal sucedido (onde todas as palavras desafiadas na peça são consideradas válidas) varia consideravelmente, incluindo:
- "Desafio Duplo", em que um jogador que desafia sem sucesso deve desistir do próximo turno. Esta penalidade rege os torneios OWL na América do Norte (sancionados pela NASPA),[5] e é o padrão para os torneios norte-americanos, Clubes israelenses e tailandeses. Como a perda de uma jogada geralmente constitui o maior risco para um desafio mal sucedido, ela fornece o maior incentivo para um jogador "blefar" ou jogar uma "falsa" - uma palavra plausível que eles sabem ou suspeitam ser inaceitável, esperando que seu oponente não o desafiará. Ou um jogador pode escrever uma palavra legal que pareça falsa, esperando que o outro jogador a desafie incorretamente e perca a vez.
- "Desafio Único"/"Desafio Livre", em que nenhuma penalidade é aplicada a um jogador que desafia sem sucesso. Esta é a regra padrão na Irlanda e no Reino Unido, bem como para muitos torneios na Austrália, embora esses países sancionem torneios ocasionais usando outras regras de desafio.
- "Desafio Único" modificado, em que um desafio mal sucedido não resulta na perda da vez do jogador desafiante, mas é penalizado pela perda de um determinado número de pontos. A penalidade mais comum é de 5 pontos. A regra foi adotada em Cingapura (desde 2000), Malásia (desde 2002), África do Sul (desde 2003), Nova Zelândia (desde 2004) e Quênia, bem como em Campeonatos Mundiais de Scrabble contemporâneos (desde 2001) e na América do Norte. Torneios Collins (sancionados pela NASPA), e torneios australianos particularmente prestigiosos.[6] Alguns países e torneios (incluindo a Suécia) utilizam uma penalidade de 10 pontos. Na maioria das situações de jogo, esta penalidade é muito menor do que a regra do “desafio duplo”. Consequentemente, tais torneios incentivam uma maior disposição para desafiar e desencorajam o uso de palavras duvidosas.

De acordo com as regras do torneio, um jogador pode solicitar "manter" a jogada do oponente para considerar se deve desafiá-la, desde que o oponente ainda não tenha comprado peças de reposição. O relógio do jogador que segura ainda funciona, e o oponente não pode comprar peças de reposição por 15 segundos ou até que o bloqueio seja liberado, mas pode comprar peças depois (que devem ser mantidas separadas). Se um jogador desafiar com sucesso, o oponente deve revelar quaisquer peças de reposição antes de devolvê-las à sacola.

#### Troca de pedras
Todos os jogadores podem usar a sua vez para trocar uma ou todas as pedras que têm no seu suporte. Para fazê-lo, têm que colocar as pedras que nao querem sobre a mesa, viradas para baixo, retirar do saco quantas quiser trocar e depois devolver aquelas trocadas. Se o jogador usar a sua vez para trocar pedras, perde a vez. A escolha pela troca de peças é feita no início da jogada, ou se formam palavras ou se trocam as pedras.

#### Fim da jogada
Os jogadores, ao fim das rodadas, terão que ter sempre 07 pedras consigo (exceto quando não tiverem peças suficientes no saco), ou seja, no final de cada jogada o jogador compra o número de peças que utilizou na sua jogada.

#### Fim do jogo
O jogo termina se: 1. Todas as pedras forem retiradas do saquinho e um dos jogadores já não tiver pedras em seu suporte; 2. Não for mais possível formar nenhuma palavra; 3. Todos os jogadores passarem a vez duas rodadas seguidas.
No fim do jogo, da pontuação geral de cada jogador deve ser subtraído o valor das suas letras que ficaram no seu suporte. Se um dos jogadores usou todas as letras, ele deverá somar à sua pontuação o valor das letras que restaram no suporte dos outros jogadores.
Ex: O jogador 1 ficou com as letras X e E no seu suporte. Da sua pontuação final devem ser retirados 9 pontos. O jogador que colocou todas as suas letras em jogo e terminou sem nenhuma no suporte, somará esse 9 pontos a sua pontuação final.

### Palavras proibidas:
1. Palavras que contêm apóstrofos ou são hifenizadas ou maiúsculas (como nomes próprios) geralmente não são permitidas, a menos que também apareçam como entradas aceitáveis.
2. Siglas e recortes não substantivadas não são aceitos, apenas se for uma palavra independente.
3. Palavras compostas que se escrevem efetivamente com espaços.
4. Palavras estrangeiras não são permitidas, a menos que tenham sido incorporadas ao idioma português, como as palavras QI[7], KILIM e PATISSERIE, na versão inglesa do Scrabble.